# La vita segreta delle api (film)
La vita segreta delle api (The Secret Life of Bees) è un film del 2008 diretto da Gina Prince-Bythewood, adattamento dell'omonimo romanzo di Sue Monk Kidd. Gli interpreti principali del film sono Dakota Fanning, Queen Latifah, Jennifer Hudson, Alicia Keys e Sophie Okonedo.

## Trama
Nell’estate del 1964, nei giorni in cui negli Stati Uniti viene firmata la  dichiarazione dei diritti civili per gli afroamericani, la quattordicenne Lily Owens vive in una fattoria della Carolina del Sud assieme al padre T. Ray, un coltivatore di pesche burbero e violento, e alla loro governante di colore Rosaleen, unica persona ad averle mai dato affetto. La vita della ragazzina è profondamente segnata da quando, all’età di appena 4 anni, uccise accidentalmente la madre Deborah con un colpo di pistola, nel tentativo di difenderla dal padre. 
La sera prima del suo quindicesimo compleanno, Lily si reca di nascosto in un campo dove ha seppellito una scatola contenente alcuni ricordi della madre, tra cui un santino raffigurante una Madonna nera con su scritto “Tiburon, SC”, che appoggia sul suo grembo. Lì, però, viene sorpresa dal padre, che, pensando che la figlia fosse in compagnia di un ragazzo, la punisce costringendola a inginocchiarsi su un mucchio di semolino.
Il giorno del suo compleanno, Rosaleen porta Lily in città con la scusa di comprarle un reggiseno, ma in realtà vuole registrarsi per votare. Durante il tragitto incontrano un gruppo di razzisti bianchi, che picchiano Rosaleen dopo che lei si è rifiutata di cedere alle loro intimidazioni. Rosaleen viene arrestata e T. Ray riporta Lily a casa, per poi picchiarla e chiuderla nella sua stanza: lei, però, scappa e riesce a liberare Rosaleen dall’ospedale dove era stata portata per curare le sue ferite in attesa del processo. Le due donne si dirigono così verso Tiburon, sperando di scoprire di più sul passato della madre di Lily.
Dopo due giorni di viaggio, Lily e Rosaleen arrivano a Tiburon. In un negozio Lily nota alcuni vasetti di miele con l’immagine della Madonna nera: lei e Rosaleen raggiungono così la casa dell’apicultrice August Boatwright e delle sue sorelle, June e la fragile e sensibile May. Nonostante i malcelati sospetti di June e le bugie di Lily sulle circostanze che le hanno portate lì, August accoglie le due donne in casa in cambio del loro aiuto. Lily diventa così apprendista apicultrice e scopre l’esistenza di un “ muro del pianto” nel quale May ha lasciato dei foglietti con su scritti gli eventi dolorosi che l’hanno turbata, tra cui la morte della sorella gemella April quando erano bambine. Lily scopre anche che August è a capo di un gruppo di donne che sono solite riunirsi nella sala da pranzo di casa Boatwright per pregare davanti a una statua della Madonna nera: mentre assiste a una di queste sedute di preghiera, la ragazzina ripensa alla madre e sviene.
A Tiburon Lily fa amicizia con Zach, un suo coetaneo che lavora per August e ne è diventato il figlioccio: un giorno i due vanno al cinema insieme, ma, ignorando le leggi sulla segregazione razziale, si siedono nella parte della sala riservata ai neri, dove Zach viene rapito da un gruppo di bianchi. Per proteggere May, June e August cercano di tenerle nascosta la notizia, ma la madre di Zach, Greta, gliela rivela accidentalmente. In preda al dolore, May si toglie la vita gettandosi in un fiume: prima di andarsene per sempre, lascia nel muro del pianto un biglietto in cui predice che Zach sarebbe tornato a casa sano e salvo. Il giorno successivo, Zach viene liberato.
Dopo il funerale di May, August invita Rosaleen a unirsi ufficialmente alla famiglia con un nuovo nome, July. Lily, già tormentata dal senso di colpa per aver ucciso sua madre, si attribuisce anche la responsabilità del rapimento di Zach e della morte di May. Convinta che nessuno la ami e che sua madre l’abbia abbandonata quando, prima di morire, aveva lasciato la famiglia, la ragazzina vuole andarsene per non causare altri danni: August, allora, le rivela che aveva conosciuto Deborah quando era bambina perché all’epoca era la sua tata e che, per sfuggire agli abusi da parte del marito, Deborah si era rifugiata da lei, senza però portare Lily con sé. Successivamente, Lily e Zach si scambiano il loro primo bacio e June accetta finalmente la proposta di matrimonio del suo fidanzato Neil, che in precedenza aveva rifiutato più volte.
Nel frattempo, T. Ray scopre dove si trova Lily grazie a una mappa che lei aveva appeso nella sua stanza prima di partire: così, si reca a Tiburon per riportarla a casa, ma Lily si rifiuta di seguirlo e lo affronta chiedendogli la verità sulla madre. A questo punto, T. Ray ammette di averle mentito: il giorno in cui morì, Deborah era tornata a casa per riprendersi non le sue cose, come Lily aveva sempre creduto, bensì la figlia. Con riluttanza e rabbia, T. Ray se ne va, lasciando Lily alle cure della sua nuova famiglia.

## Distribuzione
Il film è stato distribuito nelle sale italiane a partire dal 17 aprile 2009.